# Zalaszentmárton
Zalaszentmárton ist eine ungarische Gemeinde im Kreis Keszthely im Komitat Zala.

## Geografische Lage
Zalaszentmárton liegt 22,5 Kilometer südöstlich des Komitatssitzes Zalaegerszeg und 5 Kilometer südöstlich der Stadt Pacsa. Östlich der Gemeinde fließt der Esztergályi-patak. Nachbargemeinden sind Esztergályhorváti, Dióskál, Egeraracsa und Zalaapáti.

## Geschichte
Im Jahr 1913 gab es in der damaligen Kleingemeinde 48 Häuser und 268 Einwohner auf einer Fläche von 625 Katastraljochen. Sie gehörte zu dieser Zeit zum Bezirk Pacsa im Komitat Zala.

## Sehenswürdigkeiten
- Römisch-katholische Kirche Szent Márton, erbaut Mitte des 19. Jahrhunderts
  - Im Kirchgarten befindet sich eine Dreifaltigkeits-Säule (Szentháromság-oszlop), erbaut im 19. Jahrhundert.

## Verkehr
Zalaszentmárton ist nur über die Nebenstraße Nr. 75123 zu erreichen. Der nächstgelegene Bahnhof befindet sich südwestlich in Felsőrajk.